# Louis-Claude Thirion
Pour les articles homonymes, voir Thirion.
Répertoire
Musique classique
Louis-Claude Thirion est un pianiste classique français né le 1er août 1935 à Nancy et mort le 11 janvier 2024 à Bezons.
Il est le fils de Louis Thirion et le demi-frère d'André Thirion.

## Biographie

### Formation musicale
Fils de Louis Thirion, compositeur, professeur de piano et d'orgue au conservatoire de Nancy, et de Micheline Moris-Thirion (1914-1999), Louis-Claude Thirion nait dans une famille de musiciens,,. Très jeune, il fait preuve de dons pour la musique, et, âgé d'à peine 8 ans, devant un jury présidé par Alfred Bachelet, il est reçu au concours d'entrée en classe de piano du conservatoire de Nancy, que dirigera un peu plus tard Marcel Dautremer : « J'avais neuf ans quand j'ai connu Marcel Dautremer. Il a été successivement mon directeur, mon professeur, le chef d'orchestre sous la direction de qui j'ai joué trois concertos, et, plus tard, le compositeur dont j'ai été l'interprète ».
En 1947, à 11 ans, il remporte le premier prix de piano dans la classe de son père. Il donne ses premiers concerts salle Poirel avec le Grand orchestre du lycée Poincaré de Nancy dans des œuvres de Schumann (Konzertstück), Franck (Variations symphoniques) et Liszt (2e concerto) sous la direction de Gaston Stoltz, se produisant également dans des pièces pour piano seul lors des invitations de l'orchestre en Allemagne. Ses études secondaires au lycée Poincaré sont couronnées par un double baccalauréat Philosophie et Mathématiques élémentaires. Tout en poursuivant jusqu'aux certificats de licence trois années d'études de mathématiques et de physique à la Faculté des sciences de Nancy, il est reçu en 1953 en classe de piano au conservatoire de Paris, où il a Yves Nat pour professeur. Victime d'un grave accident de vélo pendant les vacances d'été 1956, il doit interrompre ses études, qu'il reprend avec Pierre Sancan, en obtenant un 2e prix en 1958. Ses autres professeurs au conservatoire sont Pierre Pasquier en musique de chambre (1er prix en 1960), Henriette Puig-Roget en accompagnement (1er prix en 1962) et Olivier Messiaen en analyse musicale (1er prix en 1967).
En 1961 et 1962, il suit les cours d'été de Guido Agosti à l'Académie musicale Chigiana de Sienne, et de 1964 à 1966, il bénéficie, en classe de maître et en cours privés, des conseils en analyse musicale et interprétation prodigués par Nadia Boulanger en son domicile de la rue Ballu.

### Lauréat de concours
Il est lauréat du concours international de musique Gian Battista Viotti de Vercelli et du concours international de piano Ferruccio Busoni de Bolzano.
En 1961 à Paris, il reçoit des mains de Marguerite Long un diplôme de médaille au concours de la Guilde française des artistes solistes.

### Concertiste
Comme récitaliste, il fait ses débuts à Paris le 18 mars 1963 au cours d'une soirée organisée par l'association Le Triptyque de Pierre d'Arquennes à l'École normale de musique, dans un programme Beethoven - Fauré - Mozart - Chopin - Albeniz - Balakirev.
Il se produit en soliste, principalement à Paris et en France, 
avec l'Orchestre de chambre de la RTF sous la direction de Janos Komives, l'Orchestre symphonique de la Garde républicaine dirigé par François-Julien Brun, l'Orchestre philharmonique des Pays de la Loire avec Jean-Claude Casadesus, Jenö Rehak (1933-2018), Lajos Soltesz, Guy Pernoo, Giovanni Bria, Jacques Moscato… ainsi qu'en Allemagne, Suisse, Italie et Belgique. Son répertoire comprend 50 concertos. En avril 1981, il est invité à donner deux concerts avec orchestre au 15e festival annuel de musique contemporaine de l'état d'Indiana à Muncie, en jouant Oiseaux exotiques de Messiaen sous la direction de Cleve Scott, et le Concerto pour piano n° 1 de Prokofiev et le Concerto pour la main gauche de Ravel sous la direction de Robert Hargreaves.
À Paris, il est l'accompagnateur des cantatrices Jane Berbié et Jocelyne Taillon. En duo, il a souvent pour partenaires la violoniste Marie-Claire Bainvel et le flûtiste Georges Lambert.
Il donne les premières auditions d'œuvres de Gabriel Fauré (2 pièces sans opus de 1869 : Prélude et Gavotte), Darius Milhaud, Michel Merlet, Masato Uchida (en) (1940-1997), Pierre Auclert (1905-1975), Tôn-Thât Tiêt, Roger Tessier, André Riotte (1928-2011) et Jacqueline Fontyn. Il est invité par la RTBF à donner une œuvre de Camille Schmit.
En concert ou pour Radio France, il joue les intégrales des œuvres pour piano de Fauré, Manuel de Falla et Paul Ladmirault. De ce dernier, il a enregistré l'intégrale pour piano et des œuvres de musique de chambre.
À Nancy, il est invité à donner des récitals illustrant les mouvements artistiques auxquels son père et son demi-frère André ont été associés, l'École de Nancy et le Comité Nancy-Paris.

### Enseignant
Il enseigne d'abord au conservatoire de Tours en 1965-1966, puis comme professeur titulaire au conservatoire de Nantes de 1966 à 1985 et ensuite au conservatoire de Boulogne-Billancourt et au conservatoire du 12e arrondissement de Paris de 1985 à 2003. Il est invité à siéger à de nombreux jurys en France et à l'étranger. Il donne pendant plusieurs années des master class à l'Académie d'été de Périgueux. Retraité de la fonction publique, il enseigne le piano à la Schola Cantorum de 2003 à 2017.
Parmi ses élèves ayant fait une carrière professionnelle, on retiendra, en dehors de la cantatrice Donatienne Michel-Dansac, les pianistes Jean-Philippe Guillo (Bordeaux), Colette Musquer (Nantes), Laurence Chiffoleau (Saint-Nazaire), Valérie Ollu-Dechaume (Vannes), Jacqueline Baumier-Bensimhon (Limoges), Jean-Pierre Baudry et Florence Ladmirault, à Nantes ; Paul Montag, Rami Khalifé, Maria Amparo Hontanilla (Reims), Sébastien Driant (Nice), Julien Le Pape (Boulogne), Vu Ngoc Can (Antony), Marion Julien (Paris), Angelin Chang (en) (Cleveland), Lorenda Ramou (Athènes), Mahery Andrianaivoravelona, Charles Teissier, Samuel Wizmane, Anne-Manuelle Burckel (Orsay), Eve Beroux (Uccle, Bruxelles), la pianiste et cantatrice Célia Bocquel, Élodie Mahler (Paris), Mickael Bardin (Vichy) et Charles Murakami (Stockholm) à Boulogne-Billancourt ; Alexandra Simpson (Lisbonne) et Thierry Goldwaser à Paris.

## Discographie
- Étienne Nicolas Méhul : Sonate pour piano op. 1 no 2. Louis-Claude Thirion, piano. Enregistré en novembre 1974. CD Adès 14.172-2  (EAN 3 12967 141712 6) – P.1990[25].
- Paul Ladmirault, L'œuvre complet pour piano : Mémoires d'un âne (7 pièces) ; Deux danses bretonnes ; Quatre pièces (Impromptu, Regrets, Plaisanterie, Valse fantastique) ; Quatre esquisses (Chemin creux, Vers l'église dans le soir, Valse mélancolique, Minuit dans les clairières) ; Hommage à Fauré ; Carillon. Louis-Claude Thirion, piano. Enregistré en septembre 1995. CD Skarbo D SK 1962  (EAN 3 375250 196207) – P.1997[26].
- Paul Ladmirault : Trio en mi majeur Le Fleuve pour violon, violoncelle et piano ; Chevauchée, fantaisie sur des reels écossais pour violon, violoncelle et piano ; Fantaisie pour violon et piano. Patrick Fevai, violon, Vasile Comsa, violoncelle, Louis-Claude Thirion, piano. CD Skarbo D SK 4001  (EAN 3 375250 400106) – P.2002[27].
- Anthologie « L'esprit français » : Albert Roussel (Joueurs de flûte), Darius Milhaud (Sonatine), Francis Poulenc (Sonate), Olivier Messiaen (Le merle noir), Michel Merlet (Chacone). Georges Lambert, flûte, Louis-Claude Thirion, piano. Enregistré à Nantes en 1982 et 1988. CD L'Esprit français  (EAN 3 760179 441819) – P.2010.